# Incisa in Val d’Arno
Incisa in Val d’Arno – miejscowość i gmina we Włoszech, w regionie Toskania, w prowincji Florencja.
Według danych na rok 2004 gminę zamieszkiwały 5494 osoby, 211,3 os./km².
1 stycznia 2014 gmina została zlikwidowana.

## Współpraca
- Erzhausen, Niemcy
- Malgrat de Mar, Hiszpania
- Mijek, Sahara Zachodnia